# Dzioło
Dzioło – zespół reggae wywodzący się z Kobióra. Nazywają się polsko-białoruską inicjatywą muzyczną. Pierwszy większy koncert zagrali nad Jeziorem Paprocańskim 21 marca 2001 r. W 2002 roku otrzymali nagrodę publiczności na pszczyńskim przeglądzie zespołów rockowych U\'rock. Dzioło wystąpiło również na festiwalu Przystanek Woodstock 2001 i 2002 w Żarach.
Na początku września 2004 teledysk do ich piosenki „Zamyślone głowy” został zakwalifikowany w kategorii „Inna energia” do Festiwalu Polskich Wideoklipów Yach Film w Gdańsku. Reżyserem teledysku jest Romuald Kłakus – wuj z piosenki „Joint u Romana”.
Zagrali ponad 500 koncertów w kraju i zagranicą (m.in. na „Dyktandzie” w katowickim „Spodku”, świętach miast, finałach WOŚP organizowanych przez TVP3, juwenaliach, Przystanku Woodstock 2001 i 2002). Ich utwór znalazł się na filmie oraz kompilacji „Przystanek Woodstock – Najgłośniejsza Muzyka w Polsce”. Grupa uczestniczyła również w kilku przeglądach oraz festiwalach.
Oprócz utworów granych na koncertach, zespół skomponował muzykę do dwóch spektakli teatralnych „Kartoteka” Różewicza, „Hamlet i Małgorzata” według Bunuela oraz filmu „Booggyman”.
W latach 2001–2008 zespół dał setki koncertów w Polsce i w Czechach. Od połowy 2008 roku występował jednak już tylko okazjonalnie (występy m.in. na Festiwalu Puste Holmy w Rosji, VI Underground Festiwalu w Czechowicach – Dziedzicach). Wiosną 2013 roku zespół powrócił do regularnego koncertowania.
Początkiem 2015 roku zespół zagrał cykl jubileuszowych koncertów z okazji 15-lecia zespołu.
W lutym Dzioło wystąpiło gościnnie na pożegnalnym koncercie formacji Kazik na żywo w łódzkim klubie Wytwórnia, który odbył się w ramach ostatniej trasy KNŻ „Ostatni występ w mieście”.
28 stycznia 2015 roku w Polskim Radiu Katowice odbyła się premiera nowego singla zespołu – „Daremne żale”.
Po intensywnej pierwszej połowie 2015 roku grupa zawiesiła działalność koncertem na Przystanku Woodstock.
Jesienią 2019 roku zespół się reaktywował. Obecny skład:
- Jacek Czerwiński – śpiew, gitara
- Damian Ślęzak – śpiew, gitara
- Maciej Kłakus – śpiew, klarnet, saksofon, flety, konga, gitara basowa
- Artur Pustelnik – śpiew, perkusja
- Grzegorz Kozieł – klawisze

## Dyskografia
- Podwójny album: Strong i Light (2001)
- Utwory: „Wódzia” i „Przyjemne ska” na kompilacji „Scena Folkowa; Przystanek Woodstock 2001”
- Muzyka do spektaklu „Hamlet i Małgorzata” (2002)
- Utwór „Zamyślone Głowy” na ścieżce dźwiękowej z filmu: „Przystanek Woodstock – najgłośniejszy film polski” (2003)
- Utwór „Zamyślone głowy” na kompilacji „Cały ten rock” Marka Wiernika (2005)
- (Nie)porozumienie – pierwszy oficjalny album (2005)